# Cabo Vírgenes

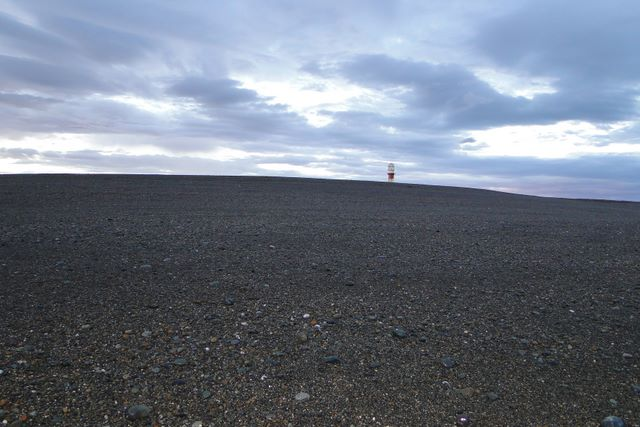
Cabo Vírgenes, Argentina

El cabo Vírgenes, pertenece al Departamento Güer Aike de la Provincia de Santa Cruz en la República Argentina, hallándose a 134 km al sudeste de la ciudad de Río Gallegos, capital provincial. En este cabo se encuentra un faro homónimo administrado por el Servicio de Hidrografía Naval. Es el punto más sudoriental de la Argentina continental, sin embargo el punto más austral de esta última es Punta Dungeness la cual se halla a pocos kilómetros de distancia.
El cabo también es el kilómetro 0 de la ruta argentina de mayor extensión, y la más importante respecto al turismo internacional: la Ruta 40. Dicha ruta recorre 5224 km desde este lugar hasta Bolivia, atraviesa 21 parques nacionales, 18 importantes ríos, conecta 27 pasos cordilleranos, y trepa desde el nivel del mar hasta rozar los 5000 m s. n. m. 

## Historia

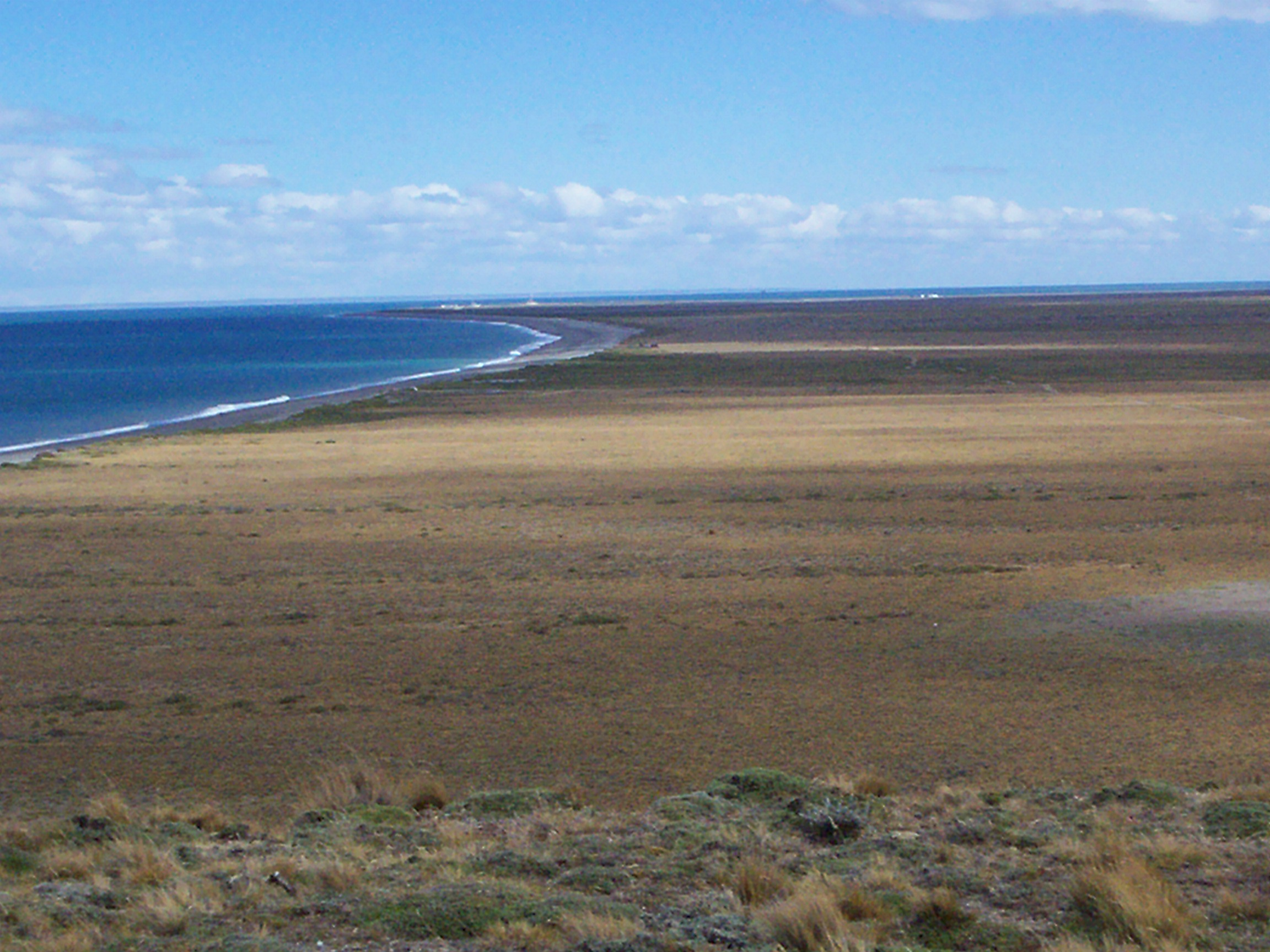
Boca del estrecho de Magallanes vista desde el faro Cabo Vírgenes.

Fernando de Magallanes llegó al cabo el 21 de octubre de 1520 descubriendo un estrecho, luego llamado estrecho de Magallanes. Como ese día 21 de octubre es la festividad de Santa Úrsula y las Once Mil Vírgenes, él nombró al cabo en su honor.
El faro de cabo Vírgenes es administrado por la Armada argentina y ha estado operando desde 1904. En 1876, se encontró oro mezclado en las arenas costeras.
En el cabo Vírgenes se encuentra un monumento que recuerda el sitio donde Pedro Sarmiento de Gamboa fundó la Ciudad del Nombre de Jesús, en 1584. Este poblado se localizaba en el único manantial de agua potable de la zona: al pie de una meseta del lado argentino de la frontera, al noroeste de la Reserva, cerca del límite con Chile.
Existe también en el cabo un cementerio antiguo en el que descansan los restos de náufragos, se cree con una antigüedad superior a los 100 años.

Cementerio antiguo
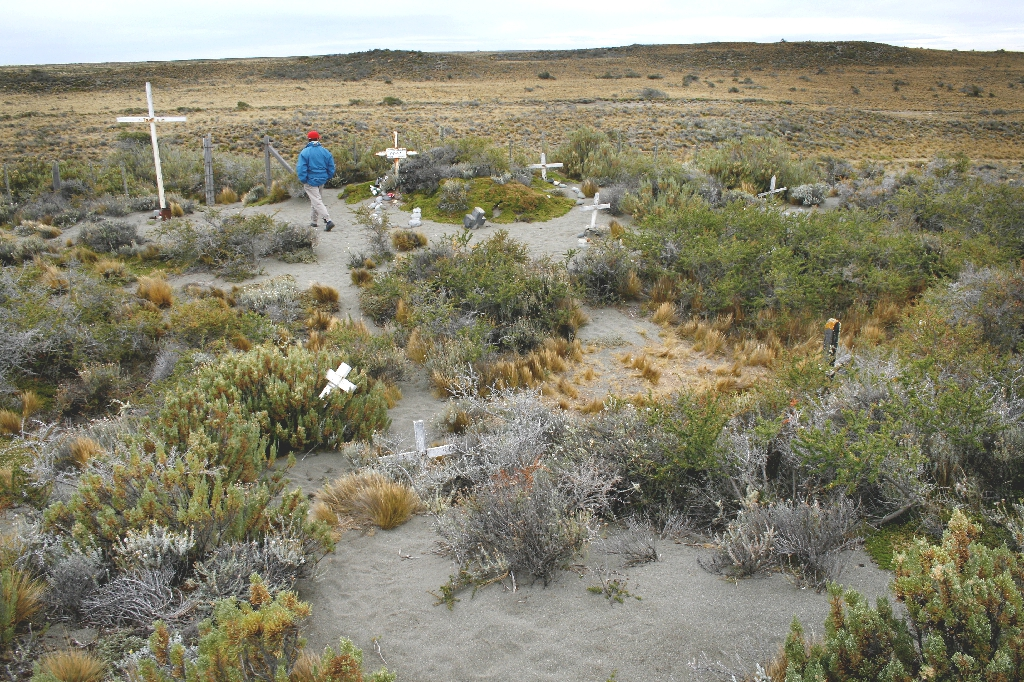
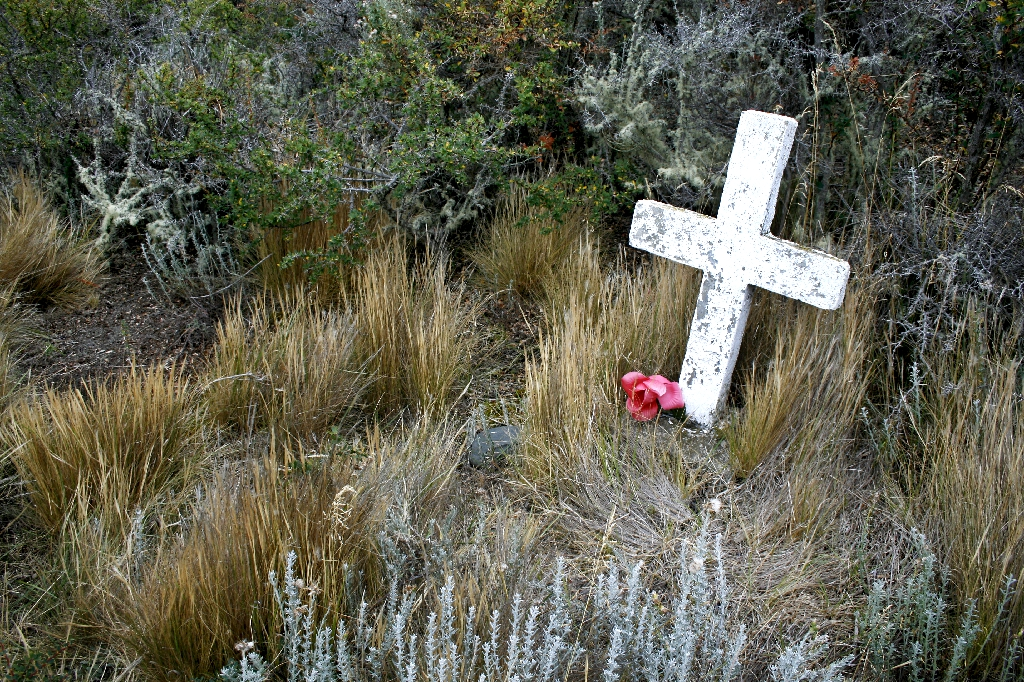
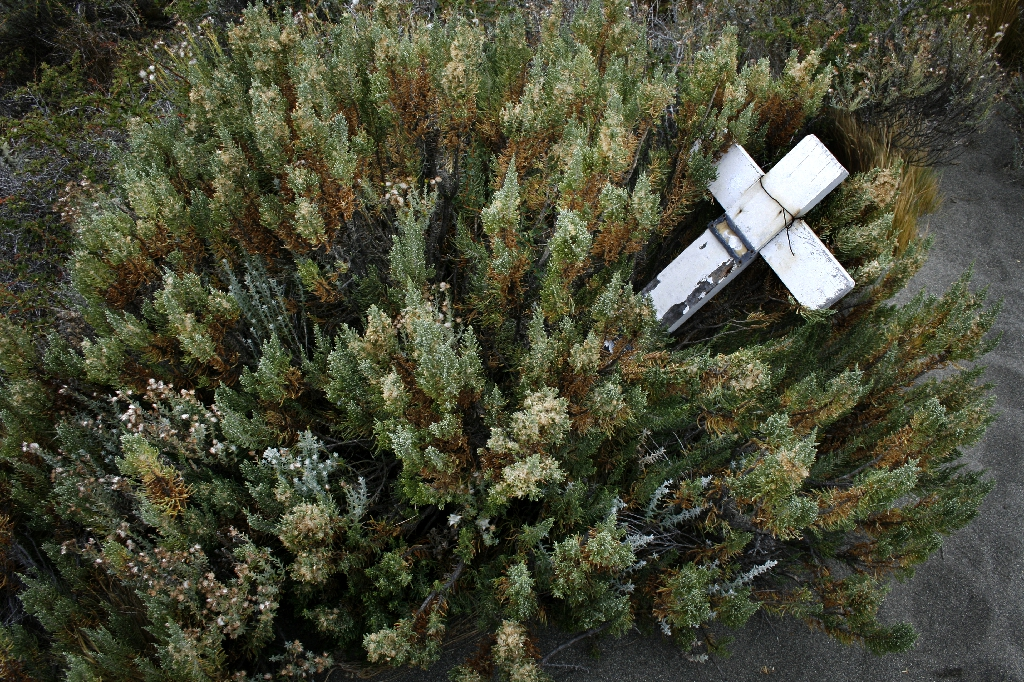
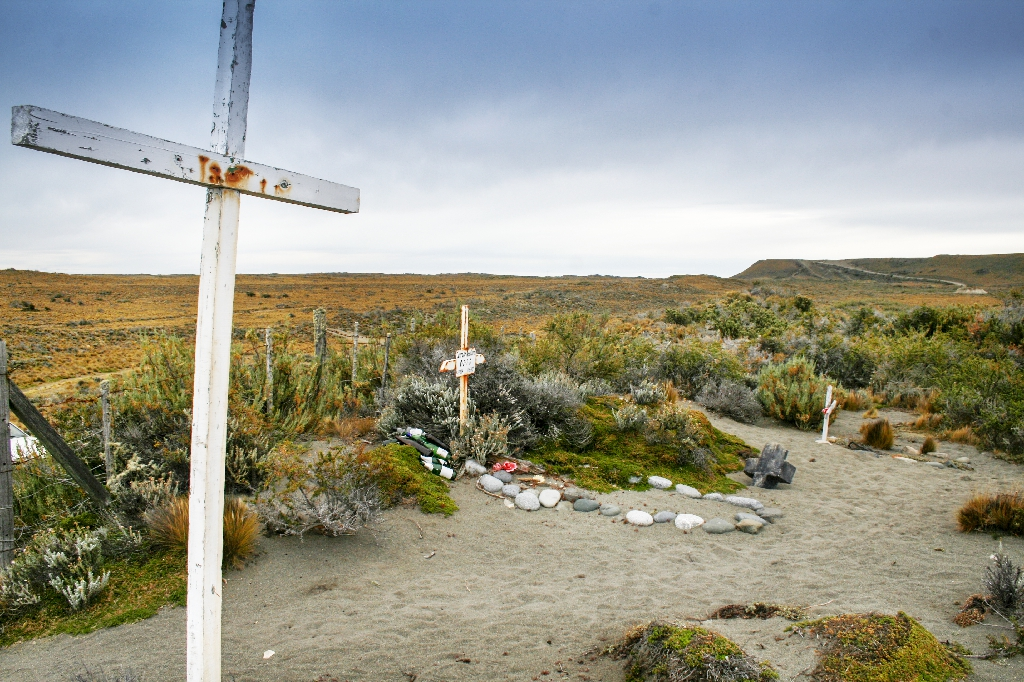
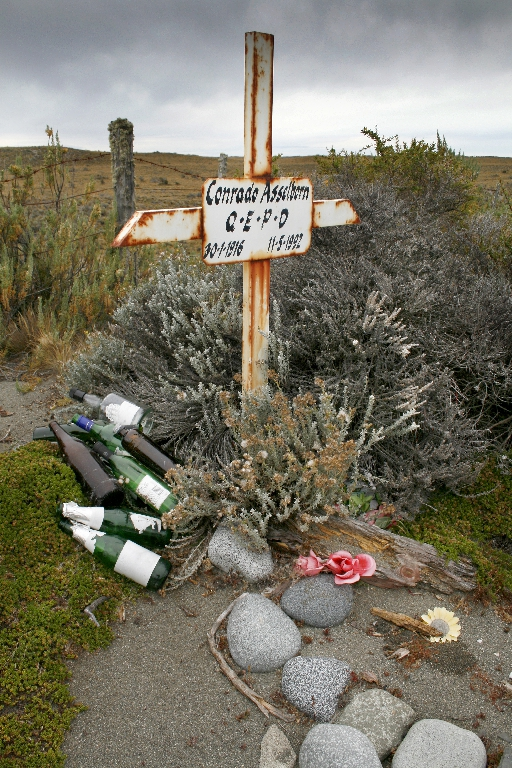

## Límite bioceánico
La boca oriental del estrecho de Magallanes se encuentra determinada por punta Dungeness al norte y por el cabo del Espíritu Santo al sur. Ya Francisco Albo, contramaestre de la nao Trinidad y primer europeo en recorrer las aguas del estrecho, se refirió al avistamiento de punta Dungeness como el descubrimiento de la «abertura» del estrecho que Magallanes denominó como estrecho de Todos los Santos.
El Tratado de 1881 entre Argentina y Chile daba cuenta de esa apreciación al fijar expresamente la frontera entre ambos países «al norte del estrecho de Magallanes», quedando en posesión chilena los territorios ubicados al sur de la línea trazada a partir de punta Dungeness, dejando así a la totalidad del estrecho bajo jurisdicción chilena, lo que también fue expresamente reconocido por el ministro de relaciones exteriores de la República Argentina, Bernardo de Irigoyen, al solicitar al congreso argentino la aprobación del Tratado en cuestión. Aun así, en dicha instancia, Irigoyen daba cuenta de que las fuentes por el consultadas se referían a al cabo Vírgenes como límite norte de la boca oriental del estrecho, pese a que en el tratado se acordaría fijar dicho límite en punta Dungeness.
A partir de la segunda década del siglo XX, empezó a circular entre círculos nacionalistas argentinos la idea de que la Argentina tendría costa sobre el estrecho de Magallanes, en base a la tesis de que el punto septentrional del estrecho estaría determinado por el cabo Vírgenes y no por la punta Dungeness. Las primeras manifestaciones de dicha tesis, que buscaba negar a Chile su carácter de único estado ribereño del estrecho, fueron un reclamo diplomático en 1914 del ministro de Relaciones Exteriores de la Argentina, Estanislao Zeballos, y las opiniones que en 1924 manifestaría el jurista argentino Eduardo L. Bidau. En la segunda mitad del siglo XX, el capitán de navío Segundo Storni expresó que Argentina debía participar en la regulación de la navegación en el estrecho de Magallanes, por poseer costas sobre el mismo entre punta Dungeness y cabo Vírgenes, lo cual fue comunicado a Chile oficialmente por Argentina en 1975.

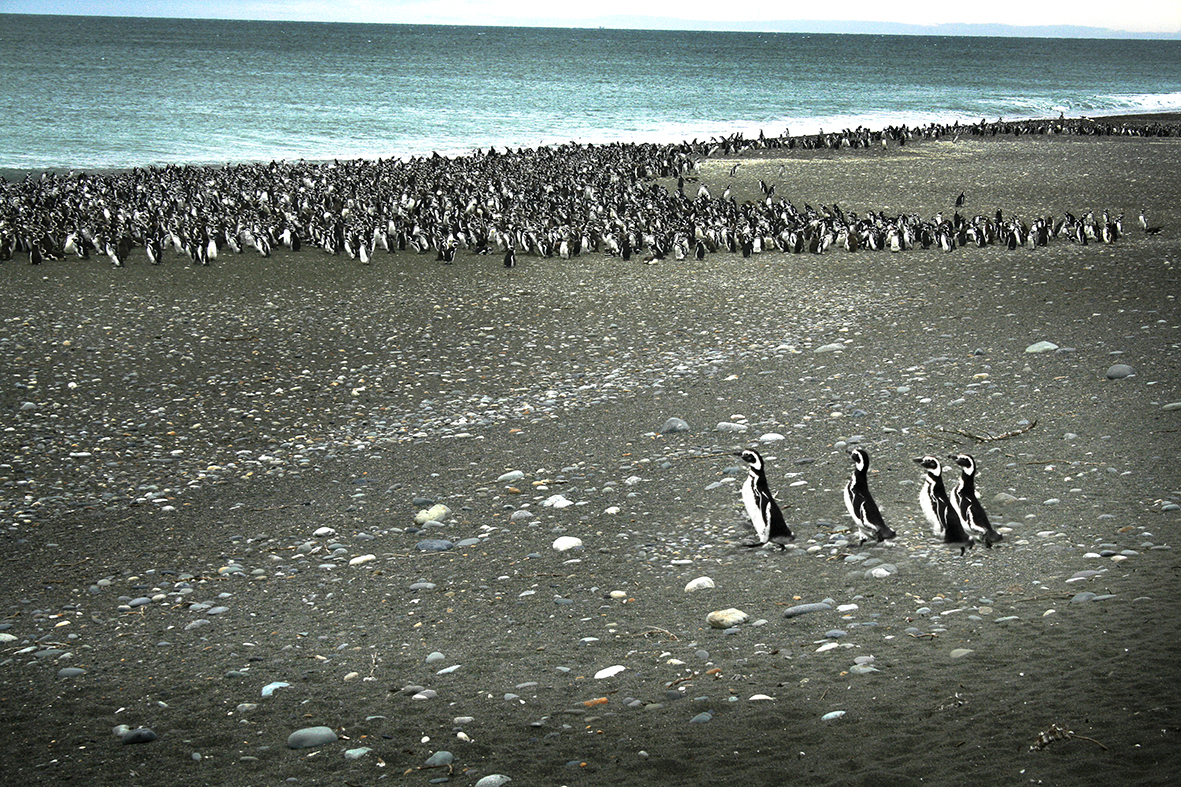
Pingüinos en Cabo Vírgenes.

Desde la 1.º edición de su publicación Limits of ocean and seas en 1926 la Organización Hidrográfica Internacional consideró al cabo Vírgenes como el punto bioceánico, manteniéndolo en sus ediciones de 1937 y 1953.
Finalmente, en el Tratado de Paz y Amistad entre Argentina y Chile firmado en 1984, ambas partes acordaron reconocer expresamente a la punta Dungeness como punto extremo oriental del estrecho de Magallanes:

Artículo 10.º. La República Argentina y la República de Chile acuerdan que en el término oriental del Estrecho de Magallanes, determinado por Punta Dungenes en el Norte y Cabo del Espíritu Santo en el Sur (...)

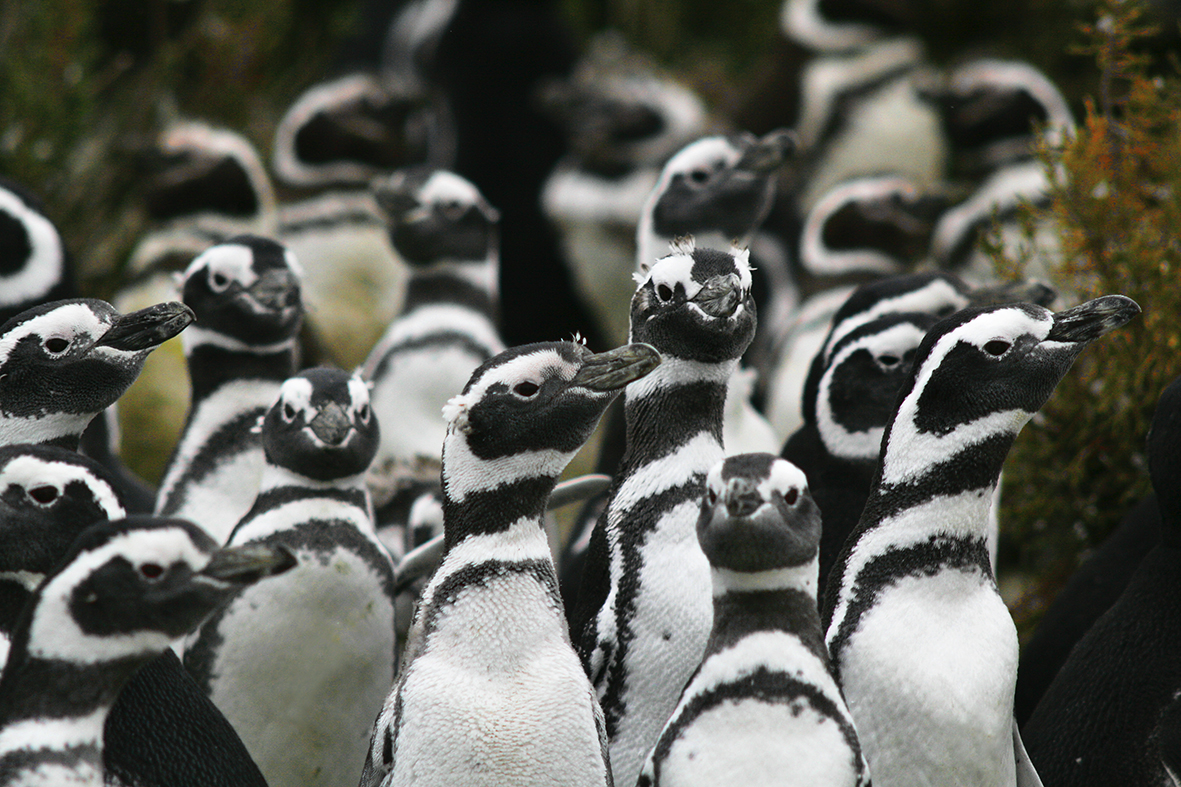
Pingüinos de Magallanes.

En consonancia con eso, Argentina aceptó la tesis chilena y pasó a considerar bioceánica a la punta Dungeness, lo cual se refleja en el proyecto de la 4.ª edición de Limits of ocean and seas presentado en 2001

4. South Atlantic Ocean

The limit between the South Atlantic Ocean and the Magellan Straits has been amended according to the conclusions in the 1985 Argentina-Chile Peace Treaty, i.e. from Cabo Espiritu Santo (52° 39’S - 68° 37’W) to Punta Dungeness (52° 24’S - 68° 26’W).

Este proyecto no ha sido aún ratificado por disputas referidas a otras partes del mundo, por lo que, aunque la 3.ª edición (de 1953) de Limits of ocean and seas sigue vigente, considerar al cabo Vírgenes como punto bioceánico ya no tiene consenso mundial.

## Zonas de Protección Especial
Existe una Zona de Protección Especial en la zona de la Reserva Natural (Provincial) Cabo Vírgenes, que abarca el área desde la franja costera de tierra firme, hacia el este, por un sector circular de seis 6 millas náuticas de radio con centro en el faro de cabo Vírgenes, llegando hacia el sudoeste hasta el límite internacional con Chile.